# Musaranya d'Azumi
La musaranya d'Azumi (Sorex hosonoi) és una espècie de musaranya endèmica del centre de Honshu (Japó).
Es veu amenaçada per la pèrdua del seu hàbitat natural.